# جولي كيلباتريك
جولي كيلباتريك (بالإنجليزية: Julie Kilpatrick) هي لاعب هوكي الحقل بريطانية، ولدت في 22 أغسطس 1983.

## وصلات خارجية
- جولي كيلباتريك على موقع اتحاد ألعاب الكومنولث (مؤرشف) (الإنجليزية)
- جولي كيلباتريك على موقع دورة ألعاب الكومنولث 2006 (مؤرشف) (الإنجليزية)